# Rue Denfert-Rochereau (Saint-Denis)
Pour l’article homonyme, voir Rue Denfert-Rochereau.
La rue Denfert-Rochereau est une voie publique de Saint-Denis, ville du département de Seine-Saint-Denis, en France.

## Situation et accès
Tout d'abord orientée du nord au sud, la rue part du boulevard Marcel-Sembat puis, arrivée au quai du Port, bifurque vers le nord-est et, devenant piétonnière, longe le canal Saint-Denis, arrive à la place du Square-Pierre-de-Geyter qu'elle longe, donnant accès à la passerelle Thiers, pour se terminer à l'angle sud de la place.
Voies adjacentes
- Rue Nicolas-Leblanc
- Place Thiers

## Origine du nom
Elle est nommée ainsi en l'honneur de Pierre Philippe Denfert-Rochereau, officier supérieur et député français, célèbre pour avoir dirigé la résistance durant le siège de Belfort lors de la guerre franco-allemande de 1870.

## Historique
Elle porte ce nom depuis le 20 novembre 1878.

## Bâtiments remarquables et lieux de mémoire
- Square Pierre-de-Geyter, ancien square Thiers puis square des Gaules.
- Le peintre japonais Toshio Bando y a vécu en 1938[2].